# 一柱寺
一柱寺，正式名稱延祐寺（越南语：／），或蓮花臺（越南语：／）是越南佛寺，為當地名勝，位於河内市巴亭廣場西南。
該寺建於1049年李朝，因在靈沼池中一根大石柱上建造而得名。據傳李太宗夢見觀音菩薩手托嬰兒，立於水池蓮花台上，不久得子，乃下令仿出水蓮花建寺，故一柱寺狀似出水蓮花。
靈沼池為方形，池周磚砌欄杆；一柱寺為木結構，亦方形，每邊三米，歇山頂，四面帶廊。直徑1.25米、高4米的石柱象徵花梗，石柱四周的四根木支架如同花，寺身及四邊微翹的屋檐構成花瓣。寺正面檐下懸匾 ，匾題「蓮花台」。
由於幾經修繕，現存規模小於原建，但仍舊保留其藝術風格。

## 外部連結
维基共享资源上的相關多媒體資源：一柱寺
- Photos of the One Pillar Pagoda
- One Pillar Pagoda in Hanoi